# آبراهام هياسانت آنكيتيل دوبيرون
 آبراهام هياسانت آنكيتيل دوبيرون  (بالفرنسية Abraham Hyacinthe Anquetil-Duperron)
(7 ديسمبر 1731 - 17 يناير 1805)، إنه مستشرق فرنسي. تطوع في شركة الهند عام 1754 تسيطر عليه فكرة
الذهاب للبحث على أرض الواقع عن الكتب المقدسة الفارسية والهندية التي مازالت مجهولة عمليًا في أوروبا.
إن صفاء وقيمة طبعه أكسباه دعم الأب بارتيملي من بين آخرين، وتحول التزامه إلى بعثة علمية. طاف في الهند
في فترة مضطربة بالحروب الفرنسية الإنكليزية، ثم استقر لبضع سنوات، وعمل لدى علماء فرنسيين، وحصل على مخطوطات
وتعلم لغات. وبعد أن عاد غلى فرنسا عام 1762، كرس بقية حياته لنشر معارفه بوساطة ترجمات: "الكتاب المقدس لدى
الزرداشتين zend-Avesta، والكتب الهندوسية المقدسة Upanisad،" وبإيصال المعلومات الموضوعية لكل بلدان أوروبا
الفضولية. لقد روى أوديسته في كتابه «الحديث التمهيدي» (صفحة 540) عن Zend-Avesta، وهو مؤلف غني بالمادة العلمية،
وشهادة إنسانية مؤثرة وكتابة ذات قيمة أدبية مدهشة. لقد ترجم إلى اللاتينية نسخة فارسية عن Upanisad السنسكريتية
وكان عملًا فقهيًا لغويًا كشف للغرب سمو الفلسفة الهندية.

## روابط خارجية
- آبراهام هياسانت آنكيتيل دوبيرون على موقع الموسوعة البريطانية (الإنجليزية)